# Liste des épisodes de Fais-moi peur !

Cet article présente la liste des épisodes de la série télévisée Fais-moi peur !.

## Première saison (1990-1991)
1. L’Histoire du taxi fantôme (The Tale of the Phantom Cab)
2. L’Histoire du fantôme solitaire (The Tale of the Lonely Ghost)
3. L’Histoire de Zeebo le clown ( The Tale of Laughting in the Dark)
4. L’Histoire de la griffe ensorcelée (The Tale of the Twisted Claw)
5. L’Histoire des chiens affamés (The Tale of the Hungry Hounds)
6. L’Histoire des lunettes magiques (The Tale of the Super Specs)
7. L’Histoire des âmes captives (The Tale of the Captured Souls)
8. L’Histoire des voisins noctambules (The Tale of the Nightly Neighbors)
9. L’Histoire de l’apprenti sorcier (The Tale of the Sorcerer's Apprentice)
10. L’Histoire de Jacques et du farfadet (The Tale of Jake and the Leprechaun)
11. L’Histoire de la ténébreuse musique (The Tale of the Dark Music)
12. L’Histoire de la reine du bal (The Tale of the Prom Queen)
13. L’Histoire du flipper diabolique (The Tale of the Pinball Wizard)

## Deuxième saison (1991-1992)
1. L’Histoire du dernier vœu (The Tale of the Final Wish)
2. L’Histoire de la folie de minuit (The Tale of the Midnight Madness)
3. L’Histoire du casier 22 (The Tale of Locker 22)
4. L’Histoire du 13e étage (The Tale of the Thirteenth Floor)
5. L’Histoire de la machine à rêver (The Tale of the Dream Machine)
6. L’Histoire du dragon noir (The Tale of the Dark Dragon)
7. L’Histoire des murs qui chuchotent (The Tale of the Whispering Walls)
8. L’Histoire du fantôme gelé (The Tale of the Frozen Ghost)
9. L’Histoire de la pleine lune (The Tale of the Full Moon)
10. L’Histoire de la bicyclette rouge (The Tale of the Shiny Red Bicycle)
11. L’Histoire de l’assistant du magicien (The Tale of the Magician's Assistant)
12. L’Histoire du complot (The Tale of the Hatching)
13. L’Histoire du vieux Ben Corcoran (The Tale of Old Man Corcoran)

## Troisième saison (1992-1993)
1. L’Histoire du cavalier sans tête (The Tale of the Midnight Ride)
2. L’Histoire de l’appartement 214 (The Tale of Apartment 214)
3. L’Histoire du gardien de la forêt (The Tale of Watcher's Woods)
4. L’Histoire de la télépolice (The Tale of the Phone Police)
5. L’Histoire de la maison de poupée (The Tale of the Doll Maker)
6. L’Histoire de la gardienne bibliophile (The Tale of the Bookish Babysitter)
7. L’Histoire de la pierre gravée (The Tale of the Carved Stone)
8. L’Histoire de la malédiction de Minna (The Tale of the Guardian's Curse)
9. L’Histoire de l’appareil photo diabolique (The Tale of the Curious Camera)
10. L’Histoire d’une fille de rêve (The Tale of the Dream Girl)
11. L’Histoire du vif-argent (The Tale of the Quicksilver)
12. L’Histoire du clown écarlate (The Tale of the Crimson Clown)
13. L’Histoire du potage dangereux ( The Tale of the Dangerous Soup)

## Quatrième saison (1993-1994)
1. L’Histoire du virus récalcitrant (The Tale of the Renegade Virus)
2. L’Histoire du vieux médaillon (The Tale of the Long Ago Locket)
3. L’Histoire des démons de la mer (The Tale of the Water Demons)
4. L’Histoire du trésor maudit - 1re partie ( The Tale of Cutter's Treasure - Part 1)
5. L’Histoire du trésor maudit - 2e partie (The Tale of Cutter's Treasure - Part 2)
6. L’Histoire de la bibliothécaire obsédée par le silence (The Tale of the Quiet Librarian)
7. L’Histoire du serviteur silencieux (The Tale of the Silent Servant)
8. L’Histoire de la chambre à louer (The Tale of the Room for Rent)
9. L’Histoire de l’effroyable farceur (The Tale of the Ghastly Grinner)
10. L’Histoire du fantôme du feu (The Tale of the Fire Ghost '')
11. L’Histoire des gardiens de la vieille maison (The Tale of the Closet Keepers)
12. L’Histoire de la peinture inachevée (The Tale of the Unfinished Painting)
13. L’Histoire du train magique ( The Tale of Train Magic)

## Cinquième saison (1995-1996)
1. L’Histoire de la piscine maudite (The Tale of the Dead Man's Float)
2. L’Histoire de la station radio 109,1 ( The Tale of Station 109.1)
3. L’Histoire du miroir aux illusions (The Tale of the Mystical Mirror)
4. L’Histoire des caméléons (The Tale of the Chameleons)
5. L’Histoire du prisonnier (The Tale of Prisoner's Past)
6. L’Histoire du C7 (The Tale of C7)
7. L’Histoire des Manaha (The Tale of Manaha)
8. L’Histoire du visiteur indésirable (The Tale of the Unexpected Visitor)
9. L’Histoire du terrain vague (The Tale of the Vacant Lot)
10. L’Histoire de la porte magique (The Tale of a Door Unlocked)
11. L’Histoire de la garde de nuit (The Tale of the Night Shift)
12. L’Histoire du signe ailé (The Tale of the Jagged Sign)
13. L’Histoire de Badge (The Tale of Badge)

## Sixième saison (1999)
1. L’Histoire du jeu du captif (The Tale of the Forever Game)
2. L’Histoire du biscuit de mésaventure (The Tale of the Misfortune Cookie)
3. L’Histoire des cyber-animaux (The Tale of the Virtual Pets)
4. L’Histoire de la partie de dé (The Tale of the Zombie Dice)
5. L’Histoire des gourmets macabres (The Tale of the Gruesome Gourmets)
6. L’Histoire de Jake, le serpent (The Tale of Jake the Snake)
7. L’Histoire du gibier (The Tale of the Hunted)
8. L’Histoire de la boule de bon sens (The Tale of the Wisdom Glass)
9. L’Histoire de l’ombre des coulisses (The Tale of the Walking Shadow)
10. L’Histoire du pays de l’Oubli (The Tale of Oblivion)
11. L’Histoire de la ville des vampires (The Tale of Vampire Town)
12. L’Histoire de l’admirateur secret (The Tale of the Secret Admirer)
13. L’Histoire du mont Foudroyant (The Tale of Bigfoot Ridge)

## Septième saison (2000)
1. L’Histoire de la mire d’argent - 1re partie (The Tale of the Silver Sight - Part 1)
2. L'Histoire de la mire d’argent - 2e partie (The Tale of the Silver Sight - Part 2)
3. L’Histoire de la mire d’argent - 3e partie  (The Tale of the Silver Sight - Part 3)
4. L’Histoire des sauterelles lunaires (The Tale of the Lunar Locusts)
5. L’Histoire de la jeune fille de pierre (The Tale of the Stone Maiden)
6. L’Histoire de l’autoroute 13 (The Tale of Highway 13)
7. L’Histoire du réanimateur (The Tale of the Reanimator)
8. L’Histoire du piège temporel (The Tale of the Time Trap)
9. L’Histoire de la photo (The Tale of the Photo Finish)
10. L’Histoire du dernier bal (The Tale of the Last Dance)
11. L’Histoire du labyrinthe lazer (The Tale of the Laser Maze)
12. L’Histoire aux mille visages (The Tale of the Many Faces)
13. L’Histoire de l’infirmière de nuit (The Tale of the Night Nurse)

## Huitième saison (2019): Carnaval de l'horreur
1. 1ère partie : Rite initiatique (Part One: Submitted for Approval)
2. 2e partie : Soirée d'ouverture (Part Two: Opening Night)
3. 3e partie : S'acte final (Part Three: Destroy All Tophats)

## Neuvième saison (2021): La malédiction de l'ombre
1. L'Histoire de la forêt hantée (The Tale of the Haunted Woods)
2. L'Histoire des terreurs nocturnes (The Tale of the Night Frights)
3. L'Histoire de la lumière fantôme (The Tale of the Phantom Light)
4. L'Histoire de la danse macabre (The Tale of the Danse Macabre)
5. L'Histoire de la magie de minuit (The Tale of the Midnight Magic)
6. L'Histoire de la maison obscure (The Tale of the Darkhouse)

## Dixième saison (2022):L'île aux fantômes
1. Titre français incconu (The Tale of Room 13 / The Tale of the Teen Spirit)
2. Titre français incconu (The Tale of the Looking Glass)
3. Titre français incconu (The Tale of the Other Side)